# Харанор
Харано́р (бур. Хара Нор — «чёрное озеро») — посёлок при станции  «Борзя «Забайкальского края.
Административный центр сельского поселения «Черно-Озёрское».

## Этимология
Название поселения происходит от бурятского хара нор, так буряты называют озёра с чёрным илистым побережьем в отличие от Саган-Нур — «белых озёр», берега которых покрыты белым налётом солей.

## География
Расположен в южных предгорьях Нерчинского хребта, в 75 км к северо-западу от районного центра, посёлка Забайкальск, в 5 км от границы с Борзинским районом. Через посёлок проходят южная ветка Забайкальской железной дороги Карымская — Забайкальск и федеральная автомагистраль А350 Чита — Забайкальск — граница с Китаем. От станции Харанор отходит на восток железнодорожная ветка до Приаргунска. В 14 км к югу от посёлка находится горько-солёное озеро Хара-Нур.

## История
В 1931 году в селе была организована СХА «Памяти Ильича». В 1956 году колхоз объединили с колхозом села Кондуй, и он стал называться «Путь к коммунизму». В 1935 году появились первые колесные трактора. В селе имелась изба-читальня. Она была расположена в бывшей пятистенке купца Бородина.
С июня 1939 года по май 1941 год в районе посёлка дислоцировалась 109-я моторизованная дивизия, из состава 12 ск, позже вошедшая в состав 5 мк. В мае 1941 года передислоцирована на Запад Союза.
В 1950-е годы появилась библиотека, расположившаяся в начале в жилом доме, перевезена в 1987 году в Дом культуры.
До 1958 года медпомощь население получало в военном госпитале. Затем открылась сельская амбулатория, а позже больница, расположившаяся в двухэтажном деревянном здании бывшего военного госпиталя. В 1983 году была построена кирпичная больница.
На территории села Харанор располагался военный городок. Были построены три жилых пятиэтажных дома, магазины, столовая, гостиница, парикмахерская. В селе действовали пекарня и хлебный магазин, два железнодорожных магазина и магазины: продуктовый, хозяйственный, промышленных товаров, книжный.
В селе Харанор, до 2002 года, дислоцировались части 122-й гвардейской мотострелковой дивизии: 599-й гв. самоходно-артиллерийский полк, 392-й отд. ракетный дивизион, отд. противотанковый дивизион, отд. рота химической защиты (с 1982 года), 320-й отд. ремонтно-восстановительный батальон (до 1982 года), 399-й отд. батальон материального обеспечения, 169-й отдельный медицинский батальон.

## Население
| 2010 | 2013  | 2014 | 2015 | 2016 | 2017 | 2018 |
| ---- | ----- | ---- | ---- | ---- | ---- | ---- |
| 1079 | ↘1032 | ↘998 | ↘991 | ↘960 | ↘944 | ↘922 |
| 2019 | 2020  | 2021 |      |      |      |      |
| ↘887 | ↘860  | ↘671 |      |      |      |      |